# Ludwig Hartmann (Politiker, 1978)

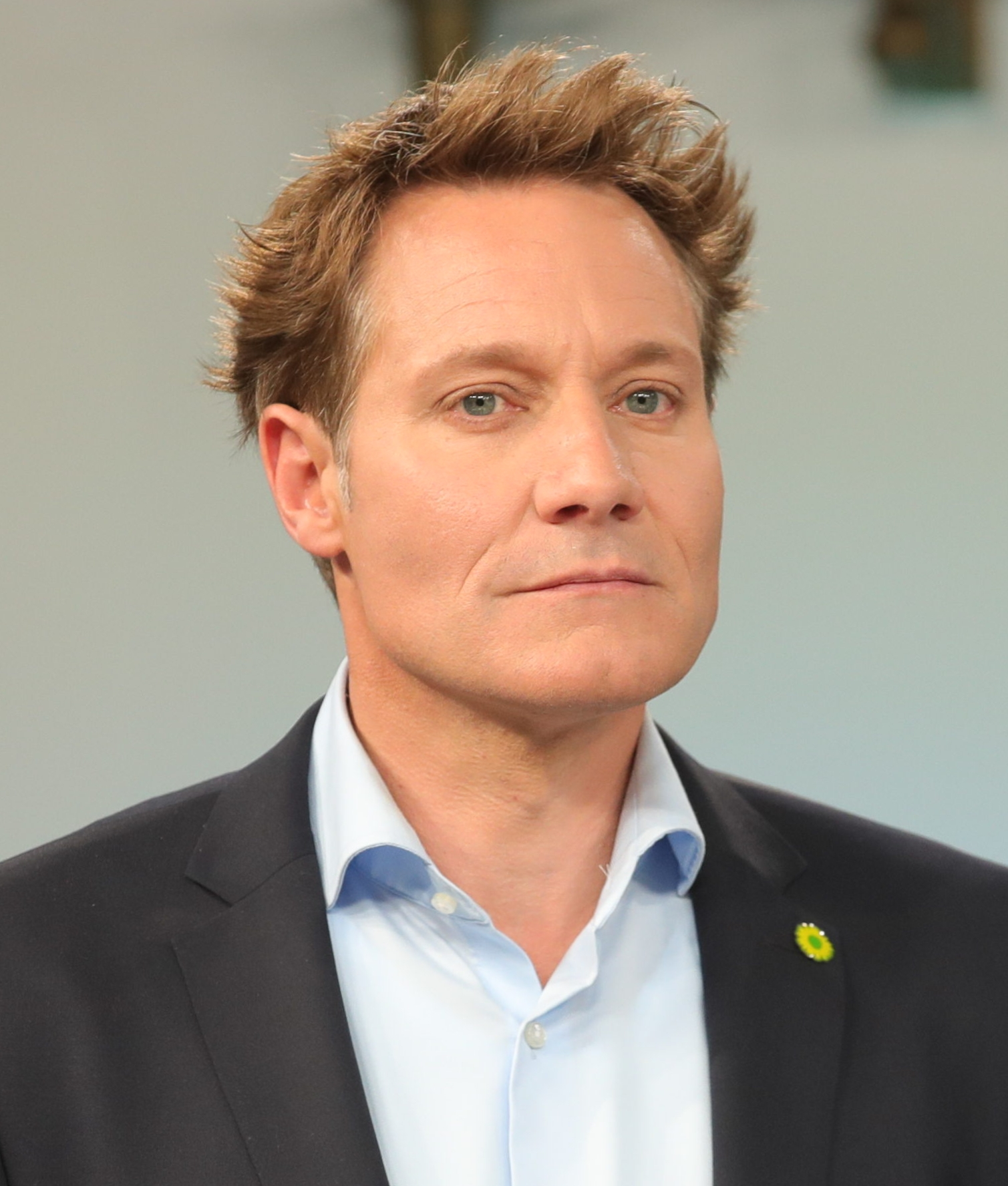
Ludwig Hartmann, 2023

Ludwig Hartmann (* 20. Juli 1978 in Landsberg am Lech) ist ein deutscher Politiker (Bündnis 90/Die Grünen). Er ist seit dem 20. Oktober 2008 Abgeordneter des Bayerischen Landtags und seit 2023 II. Vizepräsident des Landtags.
Von 2013 bis 2023 war einer der beiden Fraktionsvorsitzenden der Fraktion Bündnis 90/Die Grünen. Er war gemeinsam mit Katharina Schulze Spitzenkandidat der bayerischen Grünen bei den Landtagswahlen 2018 und 2023. In der 18. Wahlperiode (2018–2023) war er zusammen mit Schulze Oppositionsführer im Bayerischen Landtag.

## Biografie
Nach seiner Schulzeit leistete er Zivildienst in einem Behindertenwohnheim in Landsberg und absolvierte ein freiwilliges ökologisches Jahr in der Forstwirtschaft. Von 2000 bis 2005 studierte er an der Blocherer Schule in München Kommunikationsdesign und arbeitete anschließend bis 2008 als selbständiger Kommunikationsdesigner. Hartmann ist konfessionslos. Er ist Vater zweier Kinder.

## Politische Karriere

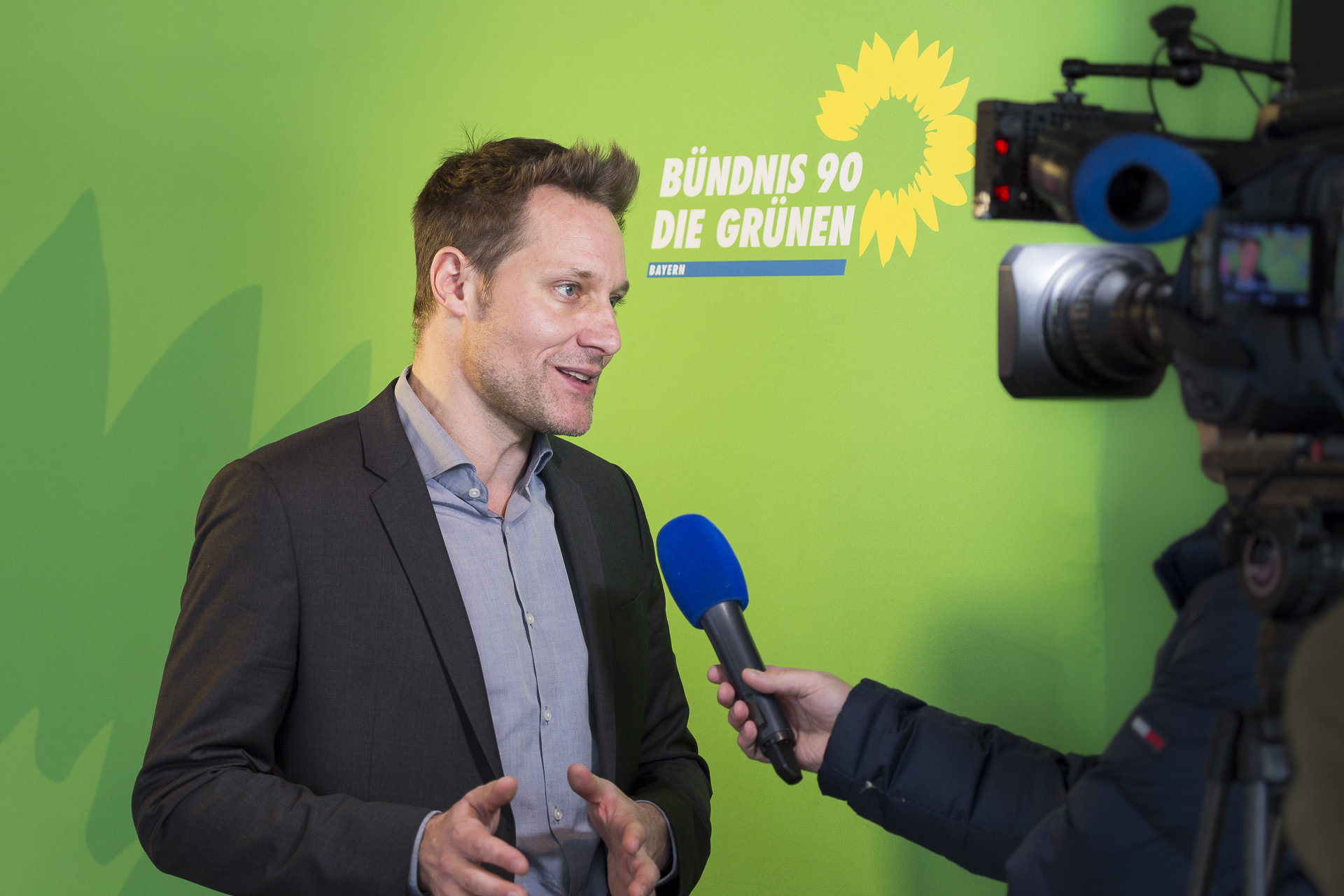
Ludwig Hartmann im Interview, 2018

Ludwig Hartmann wurde 1994 Sprecher der Grünen Jugend Landsberg und gehörte von 1995 bis 1999 dem Jugendbeirat der Stadt Landsberg an. Zwischen 1998 und 2002 war Hartmann Mitglied des Landesvorstandes der Grünen Jugend Bayern und ab 1999 deren Landesvorsitzender. Von 2000 bis 2006 war er Mitglied des Parteirates der bayerischen Grünen.
2002 und 2008 wurde Hartmann in Landsberg zum Stadtrat gewählt und amtierte ab 2005 als Vorsitzender der Grünen-Ratsfraktion. 2006 und 2012 trat er als Grüner Kandidat bei den Oberbürgermeisterwahlen in Landsberg an, mit Ergebnissen von 11,4 Prozent der gültigen Stimmen (2006) bzw. 30,9 Prozent im ersten Wahlgang und 48,6 Prozent in der Stichwahl (2012).
2003 kandidierte Ludwig Hartmann zum ersten Mal für den Bayerischen Landtag, verfehlte aber den Einzug ins Landesparlament. Bei der Landtagswahl 2008 zog er über die Wahlkreisliste Oberbayern von Bündnis 90/Die Grünen in den Landtag ein: Dort war er auf Position 4 platziert und kam nach den erhaltenen Gesamtstimmen auf Platz 6. In der konstituierenden Sitzung des Landtags am 20. Oktober 2008 übernahm Ludwig Hartmann als jüngstes Mitglied die Funktion eines vorläufigen Schriftführers.
Am 15. September 2013 wurde Ludwig Hartmann erneut über die Wahlkreisliste Oberbayern von Bündnis 90/Die Grünen in den Bayerischen Landtag und am 1. Oktober 2013 mit 16 von 18 Stimmen zu einem der beiden gleichberechtigten Fraktionschefs der Fraktion Bündnis 90/Die Grünen gewählt.
Ludwig Hartmann nahm bisher drei Mal an der Wahl des Bundespräsidenten der Bundesrepublik Deutschland teil: Als Mitglied der 13. Bundesversammlung am 23. Mai 2009, der 14. Bundesversammlung am 30. Juni 2010 und der 16. Bundesversammlung am 12. Februar 2017.
Zur bayerischen Landtagswahl 2018 trat Ludwig Hartmann gemeinsam mit Katharina Schulze als bayerischer Spitzenkandidat an.
Am 26. September 2018 stand Hartmann Markus Söder im BR TV-Duell gegenüber.
Bei der Landtagswahl in Bayern am 14. Oktober 2018 wurde Hartmann zum dritten Mal in Folge in den Bayerischen Landtag gewählt. Er errang in seinem Stimmkreis Stimmkreis 109 (München-Mitte) mit 44 % das Direktmandat mit dem landesweit besten Erststimmenergebnis seiner Partei. Des Weiteren ist Hartmann Mitglied des Ausschusses für Staatshaushalt und Finanzfragen.
Bei der Landtagswahl 2023 war Hartmann erneut Spitzenkandidat seiner Partei. 
Im Oktober 2023 verteidigte Hartmann bei der Landtagswahl sein Direktmandat im Stimmkreis 109 (München-Mitte) mit 44,6 % der Stimmen.

## Politische Initiativen und Positionen

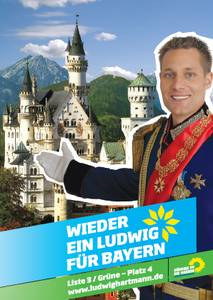
Plakat aus dem Landtagswahlkampf 2008

Erste überregionale Bekanntheit erlangte Ludwig Hartmann im Landtagswahlkampf 2003 durch sein auf König Ludwig II. anspielendes Plakat „Wieder ein Ludwig für Bayern“, das in leicht geänderter Fassung auch für den Landtagswahlkampf 2008 verwendet wurde.
2004 beteiligte er sich an einem Positionspapier einiger bayerischer Grüner, in dem die Einführung nachgelagerter Studiengebühren befürwortet wird.
Seit 2005 setzt sich Ludwig Hartmann für die Erhaltung des Frauenwaldes bei Landsberg ein, der von der Rodung und Umwandlung in ein Industriegebiet bedroht ist.
2010 war Ludwig Hartmann Mitbegründer des Netzwerks „NOlympia“ und setzt sich als dessen Sprecher gegen eine Bewerbung für Olympische Winterspiele der Landeshauptstadt München und ihren Austragungsstätten ein.
Zur Winterklausur 2017 seiner Fraktion forderte Ludwig Hartmann eine Obergrenze für den Flächenfraß in Bayern: Der tägliche Flächenverlust in Bayern für Gewerbegebiete, Umgehungsstraßen und andere Bauprojekte solle spürbar gesenkt werden. Hartmann fordert einen Stopp des Flächenverbrauchs und will hierfür einen Flächenzertifikatehandel einführen.
Am 8. September 2017 gründete sich ein von Ludwig Hartmann mitinitiiertes Bündnis für ein bayernweites Volksbegehren „Betonflut eindämmen – damit Bayern Heimat bleibt!“. Ziel des Volksbegehrens war es, den täglichen bayernweiten Flächenverbrauch von 15 auf 5 Hektar zu begrenzen. Die Initiative sammelte zwar genug Unterschriften um einen Volksentscheid zu initiieren, jedoch wurde dies vom Bayerischen Verfassungsgerichtshof mit der Begründung gestoppt, es verstoße gegen den Bestimmtheitsgrundsatz, nach dem der Gesetzgeber die wesentlichen Materien selbst bestimmen muss und nicht der Exekutive überlassen darf.

## Auszeichnungen
- 2024: Bayerischer Verdienstorden